# German Olegowitsch Onugcha
German Olegowitsch Onugcha (russisch Герман Олегович Онугха; * 6. Juli 1996 in Moskau) ist ein russisch-nigerianischer Fußballspieler, der aktuell beim dänischen Erstligisten FC Kopenhagen unter Vertrag steht.

## Karriere

### Jugend und erste Profistationen
Für Senit Pensa spielte German Onugcha in der drittklassigen Perwenstwo PFL 2017 elf Partien und traf zweimal. Nach seinem Wechsel zu Wolgar Astrachan kam er in der zweitklassigen Perwenstwo FNL auf zehn Einsätze und drei Tore.

### FK Krasnodar und Leihen
Nach seinem Wechsel zum FK Krasnodar spielte er in der Saison 2018/19 35 Partien (fünf Tore) für die zweite Mannschaft. Am 25. September 2019 debütierte er bei der 1:0-Auswärtsniederlage gegen FK Nischni Nowgorod im Russischen Fußballpokal für die erste Mannschaft, als er in der 80. Spielminute für Kaio Fernando da Silva Pantaleão eingewechselt wurde. Am 5. Juli 2020 folgte bei der 2:4-Heimniederlage gegen Zenit St. Petersburg sein Debüt in der Premjer-Liga, als er in der 82. Spielminute für Marcus Berg eingewechselt wurde. Insgesamt kam er in der Saison auf 23 Einsätze (elf Tore) für die zweite Mannschaft und drei Einsätze (zweimal Liga, einmal Pokal) für die erste Mannschaft.
Am 11. August 2020 wechselte er für die Saison 2020/21 auf Leihbasis mit Kaufoption zum Ligakonkurrenten FK Tambow und kam dort auf elf Ligaeinsätze (vier Tore). Am 26. Januar 2021 wurde die Leihe vorzeitig beendet und Onugcha wechselte leihweise mit Kaufoption bis zum Saisonende zum Vejle BK. In der Superliga debütierte er am 7. Februar 2021 beim 0:1-Auswärtssieg gegen Sønderjysk Elitesport, als er in der 83. Spielminute für Lundrim Hetemi eingewechselt wurde. Insgesamt kam er in der regulären Spielzeit auf acht Einsätze (ein Tor) und in der Abstiegsrunde auf neun Einsätze (vier Tore).

### Festverpflichtung in Dänemark
Am 4. Juli 2021 wurde bekannt, dass Onugcha fest zu Vejle wechseln wird. Nach der Festverpflichtung verliehen ihn die Dänen zunächst an die russischen Vereine KS Samara und Rubin Kasan, im September 2022 nach Israel zum FC Bnei Sachnin.

### Wechsel zum FC Kopenhagen
Anfang September 2024 wechselte Onugcha zum FC Kopenhagen. Bereits im Januar 2025 wurde er zurück nach Vejle verliehen. Dort erzielte er in den ersten sechs Spielen nach seiner Rückkehr acht Tore und kam am Ende der Saison auf zehn Tore in fünfzehn Spielen.